# Jonathan Pittis
Jonathan Pittis (* 25. Januar 1982 in Calgary, Alberta) ist ein ehemaliger italo-kanadischer Eishockeyspieler, der seine größten Erfolge beim HC Bozen in der italienischen Serie A1 feiern konnte, mit dem er zweimal italienischer Meister wurde. Sein älterer Bruder Domenico war ebenfalls professioneller Eishockeyspieler.

## Karriere
Pittis begann seine Karriere bei der University of Michigan, für deren Eishockeymannschaft er von 2000 bis 2004 in der National Collegiate Athletic Association auflief. Er absolvierte in vier Jahren insgesamt 140 Partien, in denen er 76 Scorerpunkte erzielte und 116 Strafminuten erhielt. Er wurde nie von einem NHL-Franchise gedraftet und unterschrieb zur Saison 2004/05 einen Vertrag beim italienischen Verein AS Varese Hockey. Bei Varese sammelte er erste Erfahrungen im Profieishockey, als er 35 Partien in der Serie A1 bestritt und 25 Punkte sowie 50 Strafminuten erreichen konnte. Er wechselte im Jahr 2005 zum Ligakonkurrenten Asiago Hockey, bei dem er einen Zweijahresvertrag unterschrieb. Bei Asiago gelang es ihm seine Punkteausbeute zu verbessern. Er erzielte in 85 Partien für den Verein insgesamt 80 Scorerpunkte. Im Jahr 2007 verließ er den Verein wieder und schloss sich dem HC Bozen an. Obwohl er bei Bozen zunächst mit seinen Leistungen etwas nachließ, konnte er innerhalb weniger Jahre mehrere Titel mit der Mannschaft holen. So gewann er mit Bozen unter anderem in den Jahren 2008 und 2009 die Italienische Meisterschaft. Der Center erzielte in der Meistersaison 2008/09 in 42 Partien insgesamt 46 Punkte für Bozen.
Nach der Saison 2009/10 wurde sein Vertrag beim HC Bozen nicht verlängert und Pittis war zunächst vereinslos, ehe er im Januar 2011 von der SG Pontebba unter Vertrag genommen wurde. Nach Ende der Spielzeit ging er nach Kanada zurück und spielte noch zwei Jahre in der Chinook Hockey League, einer unterklassigen Liga in der Provinz Alberta, bevor er 2013 seine Karriere beendete.

### International
Der gebürtige Kanadier, der auch die italienische Staatsbürgerschaft besitzt, nahm mit der italienischen Eishockeynationalmannschaft an den Weltmeisterschaften der Top-Division 2007, 2008 und 2010 teil. Dabei erzielte er in neun Partien zwei Tore. Außerdem spielte Pittis bei der Weltmeisterschaft 2011 in der Division I und trug mit einer Torvorlage in vier Begegnungen zum Wiederaufstieg in die Top-Division bei. Zudem vertrat er Italien beim Qualifikationsturnier für die Olympischen Winterspiele in Vancouver 2010.

## Erfolge und Auszeichnungen
- 2008 Italienischer Meister mit dem HC Bozen
- 2008 Supercoppa Italiana-Gewinn mit dem HC Bozen
- 2008 Messecup-Gewinn mit dem HC Bozen
- 2009 Coppa Italia-Gewinn mit dem HC Bozen
- 2009 Italienischer Meister mit dem HC Bozen

### International
- 2011 Aufstieg in die Top-Division bei der Weltmeisterschaft der Division I, Gruppe A